# フロム・ファースト・トゥ・ラスト
フロム・ファースト・トゥ・ラスト (From First to Last)とは、アメリカ合衆国 フロリダ州オーランド出身のポスト・ハードコアバンドである。

## 現在のメンバー
- マット・グッド（ギター・ボーカル）
- ソニー・ムーア（ボーカル、2004-2007、2017-）
- ブレイク・ステイナー（ギター）
- マット・マニング（ベース）
- デレク・ブルーム（ドラム）

### 旧メンバー
- フィリップ・リードン（ボーカル、2002〜2003）
- スペンサー・ソーテロ（ボーカル、2014～2016）
- ジョーイ・アンティロン（初代ベーシスト、2002〜2003）
- ジョン・ウェイスバーグ（二代目ベーシスト、2003〜2005）
- クレグ・テイラー（初代ドラマー、2002）
- クリス・レント（キーボード、2008）
- トラヴィス・リクター（リズムギター、2002〜2009）

## バイオグラフィー
2002年にフロリダ州にて、マット・グッドとトラヴィス・リクターを中心にを結成。
2003年5月24日、ミニアルバム『Aesthetic EP』をリリース。 そして、年末には大手インディーズレーベルのエピタフ・レコードと契約を結ぶことに成功する。
2004年6月29日、1stアルバム『Dear Diary, My Teen Angst Has a Body Count』をリリース。なお、初代ヴォーカリストのフィリップ・リアドンがこのアルバムの制作中に脱退した為、新ヴォーカリストとして当時15歳だったソニー・ムーアを迎えてアルバムを完成させている。
それから2年以上明けて2ndアルバムの作成を開始。しかし、制作の為にレコーディングスタジオに入る直前に、二代目ベーシストのジョン・ウェイスバーグが脱退。新メンバーが決まるまでの代役として、人気ロックバンドLimp Bizkitに在籍していたウェス・ボーランドを迎え、レコーディングやライブ活動を行う。
2006年2月21日に2ndアルバム『Heroine』をリリース。全米ビルボードアルバムチャート初登場25位を記録し、現在までに23万枚以上を売り上げる。そして、そのリリースから1ヶ月後、一躍人気者となった彼らは、メジャーレーベルのキャピトル・レコードへ移籍。 
2007年2月に、ソニー・ムーアが自身のプロジェクトに専念する為にバンドを脱退。新たなヴォーカリストは迎えず、マット・グッドがギターとヴォーカルを兼任することとなる。
サードアルバム作成の為にレコーディングに入った頃、いきなりキャピトル・レコードに経営上の理由から契約を解除される。しかし、新しいベーシストのマット・マニングをメンバーに加え、自分達だけでアルバムのレコーディングを続けることを決意。メンバー全員が失意の中にあったが、自分達だけで地道に音楽活動を続け、メジャー・レーベルのシュアトーンレコードとの契約に成功する。
2008年5月6日、サードアルバム『From First To Last』をリリースし、全米ビルボードアルバムチャートにて初登場81位を記録。
2008年5月12日、東京の代官山UNITで来日公演を行っている。
2009年、インディーズレーベルのRise Recordsへと移籍した。2010年3月16日には、同レーベルからニューアルバム『Throne to the Wolves』もリリースされている。
2010年から2013年までは活動を停止した。
2014年、新ボーカリストとしてペリフェリーのスペンサー・ソーテロが加入。ペリフェリーと並行して活動する。
2015年にはアルバムのリリースのためにSumerian Recordsへと移籍。4月に5thアルバム『Dead Trees』がリリースされた。
2016年、スペンサー・ソーテロ脱退。
2017年、ソニー・ムーアの誕生日でもある1月16日に新曲「Make War」を公開。この曲とともにソニーはボーカルとしてバンドに復帰し、共同プロデュースも担当している。またドラマーとして過去にバンドに在籍したデレク・ブルームも同じタイミングでバンドに復帰した。

## ディスコグラフィー

### アルバム
| 発売日        | アルバムのタイトル                         | 販売レーベル           | 全米アルバムチャート最高位 |
| 2004年6月29日 | Dear Diary, My Teen Angst Has a Body Count | エピタフ・レコード     | -                          |
| 2006年2月21日 | Heroine                                    | エピタフ・レコード     | 25位                       |
| 2008年5月6日  | From First to Last                         | シュアトーン・レコード | 81位                       |
| 2010年3月16日 | Throne to the Wolves                       | ライズ・レコード       | -                          |
| 2015年4月27日 | Dead Trees                                 | スメリアン・レコード   | -                          |

### シングル
| 発表年 | 曲のタイトル                 | 収録アルバム                               |
| 2004年 | Ride the Wings of Pestilence | Dear Diary, My Teen Angst Has a Body Count |
| 2005年 | Note to Self                 | Dear Diary, My Teen Angst Has a Body Count |
| 2006年 | The Latest Plague            | Heroin                                     |
| 2006年 | Shame Shame                  | Heroin                                     |
| 2008年 | Worlds Away                  | From First to Last                         |
| 2008年 | Two as One                   | From First to Last                         |

### ミニアルバム
- Aesthetic EP (2003年5月24日)

## ソニー・ムーア
初代ヴォーカルのフィリップ・リードンの脱退を受けて、当時15歳だったソニー・ムーアを新メンバーに迎え入れた。最初はギタリストとしてメンバーに加えたそうだが、彼の歌声を聴いて感動したメンバー達によって、正式にヴォーカルを任せることになる。
その後、15歳の新ヴォーカリストとして瞬く間に全米で話題となり、バンドの顔と呼ばれるまでに成長したが、2006年に入ると声帯結節を患い手術を受けることになった。回復した後に、バンドに復帰しツアーを再開するが、Atreyuのサポートツアーの最中に再び不調を訴え降板する。結果として、バンド自体もツアーから外されることになり、残りのメンバーに多大な迷惑を掛けることとなった。
そして遂に2007年2月、自身の音楽プロジェクトに専念する為、そして声帯への悪影響を危惧して、最後にはバンドを脱退した。現在はスクリレックスとして活動している。
2017年1月16日、自身の誕生日に共同プロデュース・ヴォーカリストで新曲「Make War」を発表。ソニー・ムーアとしてバンドに復帰した。

## トリビア
- メンバー全員が大のゲーム好きで、インタビューで一番好きなハードはXbox 360だと答えている。
- マット・グッドは、大のジャパニメーション好きである。好きな作品は、『AKIRA』、『ドラゴンボールZ』、『鋼の錬金術師』など。
- マット・グッドの左腕には、アニメ映画『千と千尋の神隠し』のカオナシというキャラクターの入れ墨がある。
- マット・グッドはスニーカー好きでも知られ、代官山で来日公演を行った時はショップへ行ってPumaのモデルを購入している。
- 3rdアルバム『From First To Last』の日本国内盤と輸入盤では、ジャケットのアートワークが異なる。
- 3rdアルバム『From First To Last』からの新曲『Two As One』がMySpaceにアップされると、いきなり60万回のプレイを記録した。
- Xbox 360のボクシング・ゲーム『FaceBreaker』に楽曲を提供している。
- バンドがソニー・ムーアと出会ったキッカケは、米大型SNSサイト「MySpace」である。